# Brigitte Rajchl
Brigitte Rajchl es una esquiadora paralímpica austríaca.

## Carrera
Rajchl ganó medallas representando a Austria en los Juegos Paralímpicos de Invierno de 1976 y en 1980. También representó a Austria en los Juegos Paralímpicos de Invierno de 1984 y en los de  1988, sin embargo no ganó ninguna medalla en estos juegos. 

## Palmarés
| Año  | Competencia                          | Ubicación            | Posición      | Evento                        | Registro |
| ---- | ------------------------------------ | -------------------- | ------------- | ----------------------------- | -------- |
| 1976 | Juegos Paralímpicos de Invierno 1976 | Örnsköldsvik, Suecia | tercer lugar  | Eslalon femenino I            | 1: 48,13 |
| 1976 | Juegos Paralímpicos de Invierno 1976 | Örnsköldsvik, Suecia | segundo lugar | Eslalon gigante femenino I    | 1: 46,93 |
| 1976 | Juegos Paralímpicos de Invierno 1976 | Örnsköldsvik, Suecia | segundo lugar | Combinación Alpina Femenina I | 1: 46,56 |
| 1980 | Juegos Paralímpicos de Invierno 1980 | Geilo, Noruega       | tercer lugar  | Eslalon Gigante femenino 1A   | 2: 55,31 |